# Amblyraja robertsi
Amblyraja robertsi е вид хрущялна риба от семейство Морски лисици (Rajidae). Видът е незастрашен от изчезване.

## Разпространение и местообитание
Разпространен е в Южна Африка (Западен Кейп).
Среща се на дълбочина от 880 до 1150 m, при температура на водата от 2,7 до 3 °C и соленост 34,5 – 34,6 ‰.

## Описание
На дължина достигат до 77 cm.